# Палац Готтесауе
49°00′16″ пн. ш. 8°25′38″ сх. д. / 49.004513888889° пн. ш. 8.4272222222222° сх. д.
Палац Готтесауе (нім. Schloss Gottesaue) — палац у стилі ренесансу в районі Остштадт міста Карлсруе, Німеччина.

## Історія

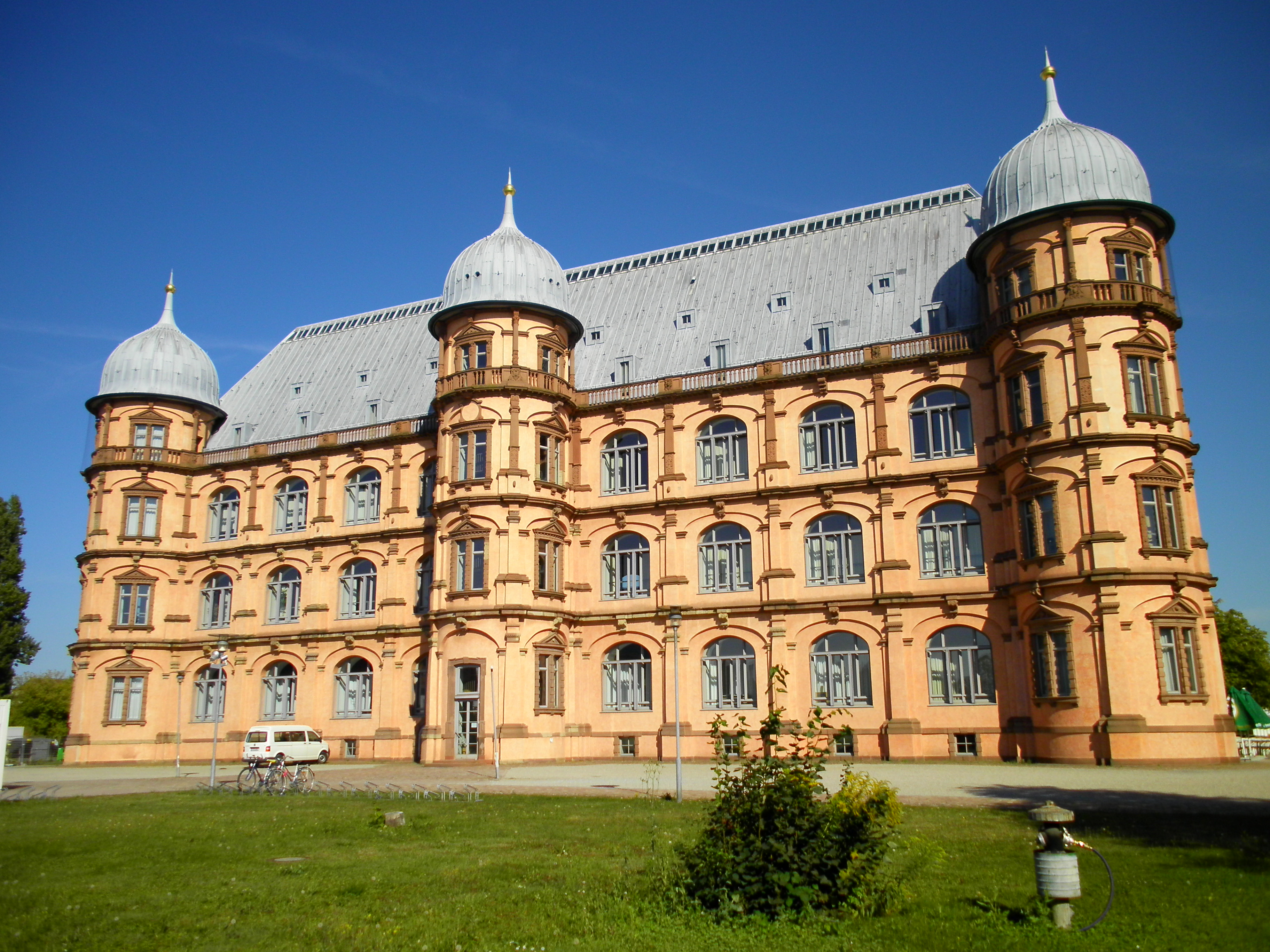
Палац Готтесауе

У 1094 році на місці нинішнього палацу коштом графа Бертольда Гоенберзького було засновано бенедиктинський монастир Готтесауе. 
У 1525 році він був пограбований і постраждав від пожежі. 
У 1588-1597 рр. з ініціативи маркграфа Ернста Фрідріха Баден-Дурлахського був побудований палац у стилі ренесансу. 
У 1689 році, під час війни Аугсбурзької ліги , палац постраждав від пожежі і був лише частково відреставрований. 
Після ще однієї пожежі в 1735 він був заново відбудований в 1743 році.
З 1818 року у ньому розташовувалися казарми, пізніше поліцейське училище. 
При авіанальоті 1944 року до палацу потрапила бомба. 
Відновлення у стилі XVI століття почалося лише 1982 року. 
1989 року до палацу в'їхала Вища школа музики Карлсруе. 
Згодом під її потреби були переобладнані довколишні споруди.